# محاولة انقلاب 1996 في قطر
المحاولة الانقلابية في قطر، هي محاولة انقلاب فاشلة حدثت في شهر فبراير من عام 1996 في دولة قطر ونفذها أنصار الأمير السابق المعزول خليفة بن حمد آل ثاني من الأفراد والضباط في الجيش القطري والحرس الأميري بهدف الإطاحة بأمير دولة قطر آنذاك حمد بن خليفة آل ثاني.

## الخلفية التاريخية
في 27 يونيو 1995 قاد الشيخ حمد بن خليفة آل ثاني إنقلاب أبيض على والده خليفة بن حمد آل ثاني اللذي كان يتواجد خارج دولة قطر آنذاك، رفض خليفة بن حمد آل ثاني الاعتراف بشرعية الحكم الجديد وأقام في أوروبا وتنقل ما بين الإمارات العربية المتحدة والمملكة العربية السعودية والبحرين.

## المشاركون في محاولة الانقلاب
هم عدد من مؤيدي وأنصار الأمير السابق المعزول خليفة بن حمد آل ثاني من الأفراد والضباط داخل الجيش القطري والحرس الأميري أغلبهم من قبيلة آل مرة ومنهم بعض أفراد أسرة آل ثاني الحاكمة.

## محاكمة المتهمين
خضع حوالي أكثر من 121 متهم بالمحاولة الانقلابية إلى محاكمات (بعضهم حوكم غيابياً) ما بين نوفمبر 1997 وحتى مايو 2001 وحوكم المتهمون في محاكم مدنية ولم يمثلوا أمام محاكم عسكرية أو محاكم مختصة بأمن الدولة ووجهت لهم النيابة العامة القطرية تهم «محاولة عزل أمير قطر عن الحكم بالقوة» و «حمل السلاح ضد دولة قطر» و «إفشاء أسرار عسكرية» و «التعاون والتآمر مع دول أجنبية»، وحضر للمحكمة كشهود وزير الخارجية القطري آنذاك حمد بن جاسم آل ثاني ورئيس الوزراء آنذاك عبد الله بن خليفة آل ثاني في سابقة تعتبر الأولى في تاريخ القضاء القطري، صدر الحكم النهائي بإعدام 19 متهماً بالشنق أو بإطلاق الرصاص (لم تنفذ أحكام الإعدام إلى الآن) والسجن المؤبد لـ 20 متهماً آخرين والبراءة ل28 متهم وشهدت المحاكمة تغطية إعلامية وحضور لوسائل إعلام مختلفة والسماح للمتهمين بتوكيل محامي أو هيئة دفاع عنهم.

## العفو الأميري
في مايو عام 2010 أصدر أمير دولة قطر الشيخ حمد بن خليفة آل ثاني عفواً بحق بعض المتهمين بالمحاولة الانقلابية وذالك بعد وساطة من خادم الحرمين الشريفين عبد الله بن عبد العزيز آل سعود ملك المملكة العربية السعودية، ولم يتضح عدد من شملهم العفو من مجموع المتهمين وما هي محكومياتهم.